# Superliga Série B 2024 (maschile)
La Superliga Série B 2024, 13ª edizione della seconda divisione del campionato brasiliano maschile di pallavolo, si è svolta dal 13 gennaio al 25 aprile 2024: al torneo hanno partecipato 12 squadre di club brasiliane e la vittoria finale per la prima volta alla Vôlei Pró.

## Regolamento

### Formula
Le squadre hanno disputato un girone all'italiana, con gare di andata e ritorno, per un totale di nove giornate; al termine della regular season:
- Le prime sei classificate hanno avuto accesso ai play-off promozione, strutturati in quarti di finale (dai quali sono esonerate le prime due classificate) e semifinali, disputati al meglio delle tre gare, finale per il terzo posto e finale, disputate in gara unica, con incroci basati sul piazzamento in stagione regolare; le due finaliste sono promosse in Superliga Série A.
- Le ultime due classificate sono retrocesse in Superliga Série C.

### Criteri di classifica
Se il risultato finale è stato di 3-0 o 3-1 sono stati assegnati 3 punti alla squadra vincente e 0 a quella sconfitta, se il risultato finale è stato di 3-2 sono stati assegnati 2 punti alla squadra vincente e 1 a quella sconfitta.
L'ordine del posizionamento in classifica è stato definito in base a:
- Punti;
- Numero di partite vinte;
- Ratio dei set vinti/persi;
- Ratio dei punti realizzati/subiti.

## Squadre partecipanti
Alla Superliga Série B 2024 partecipano 10 squadre di club brasiliane; tra le squadre aventi diritto di partecipazione:
- L'UPIS e l'Instituto CUCA sono retrocessi dalla Superliga Série A;
- L'UPIS ha ceduto i propri diritti di partecipazione al Brasília, ripartendo dalla Superliga Série C;
- Il Sada, l'AMVP, l'Asepel, il Floresta de Voleibol, lo Shiro Saigo e l'UPIS sono stati promossi dalla Superliga Série C;
- L'UPIS ha rinunciato ai propri diritti di partecipazione, dando luogo al ripescaggio del Sesi.

| Club                 | Città          | Impianto                                  | Stagione precedente                                                                 |
| -------------------- | -------------- | ----------------------------------------- | ----------------------------------------------------------------------------------- |
| AMVP                 | Maringá        | ?                                         | 1ª in Superliga Série C (Girone di Maringá)                                         |
| Araucária            | Araucária      | Ginásio de Esportes Rodrigo Pereira Gomes | 3ª in Superliga Série B                                                             |
| Asepel               | Juiz de Fora   | Ginásio UFJF                              | 1ª in Superliga Série C (Girone di São Sebastião)                                   |
| Brasília             | Brasilia       | Sesi Taguatinga                           | -                                                                                   |
| Floresta de Voleibol | Alta Floresta  | ?                                         | 1ª in Superliga Série C (Girone di Alta Floresta)                                   |
| Hien Kan Karatê      | Manaus         | Arena Poliesportiva Amadeu Teixeira       | 6ª in Superliga Série B                                                             |
| Instituto CUCA       | Fortaleza      | Ginásio Rede Cuca                         | 12ª in Superliga Série A                                                            |
| Neurologia Ativa     | Goiânia        | Ginásio Poliesportivo da Cidade Jardim    | 4ª in Superliga Série B                                                             |
| Sada                 | Belo Horizonte | Ginásio do Riacho                         | 1ª in Superliga Série C (Girone di Pará de Minas)                                   |
| Sesi                 | San Paolo      | Ginásio Paulo Skaf                        | 2ª in Superliga Série C (Girone di Pará de Minas)                                   |
| Shiro Saigo          | Natal          | ?                                         | 1ª in Superliga Série C (Girone di Natal, gruppo A); vincitrice play-off promozione |
| Vôlei Pró            | Goiânia        | Ginásio Rio Vermelho                      | 5ª in Superliga Série B                                                             |

## Torneo

### Regular season

#### Risultati
| Prima giornata |                                         |     |                                  |
|                |                                         |     |                                  |
| 13-01          | Brasília - Asepel                       | 3-0 | 25-16, 25-23, 25-17              |
| 13-01          | Neurologia Ativa - Floresta de Voleibol | 3-0 | 25-22, 25-21, 25-19              |
| 13-01          | Hien Kan Karatê - Shiro Saigo           | 1-3 | 17-25, 20-25, 25-18, 22-25       |
| 13-01          | Araucária - Sada                        | 3-2 | 18-25, 25-21, 19-25, 25-22, 15-8 |
| 13-01          | Vôlei Pró - AMVP                        | 3-1 | 19-25, 25-18, 25-16, 25-20       |
| 16-01          | Instituto CUCA - Sesi                   | 3-0 | 25-20, 25-22, 25-16              |

| Seconda giornata |                                |     |                            |
|                  |                                |     |                            |
| 20-01            | Floresta de Voleibol - Sesi    | 3-1 | 28-26, 23-25, 25-20, 30-28 |
| 20-01            | AMVP - Araucária               | 3-1 | 28-26, 23-25, 25-20, 30-28 |
| 20-01            | Brasília - Hien Kan Karatê     | 3-0 | 25-22, 25-22, 27-25        |
| 20-01            | Sada - Instituto CUCA          | 0-3 | 17-25, 16-25, 20-25        |
| 20-01            | Asepel - Vôlei Pró             | 0-3 | 23-25, 18-25, 23-25        |
| 21-01            | Shiro Saigo - Neurologia Ativa | 0-3 | 18-25, 21-25, 22-25        |

| Terza giornata |                                  |     |                                   |
|                |                                  |     |                                   |
| 27-01          | Instituto CUCA - Brasília        | 1-3 | 21-25, 16-25, 25-15, 23-25        |
| 27-01          | Neurologia Ativa - AMVP          | 3-0 | 25-16, 25-18, 25-20               |
| 27-01          | Hien Kan Karatê - Asepel         | 0-3 | 18-25, 22-25, 23-25               |
| 27-01          | Vôlei Pró - Shiro Saigo          | 3-0 | 25-18, 28-26, 26-24               |
| 28-01          | Araucária - Floresta de Voleibol | 2-3 | 23-25, 27-25, 25-15, 17-25, 10-15 |
| 28-01          | Sesi - Sada                      | 3-2 | 27-29, 25-20, 25-21, 19-25, 15-12 |

| Quarta giornata |                                       |     |                                   |
|                 |                                       |     |                                   |
| 03-02           | Floresta de Voleibol - Instituto CUCA | 1-3 | 21-25, 23-25, 25-22, 23-25        |
| 03-02           | Asepel - Araucária                    | 3-2 | 25-21, 25-18, 22-25, 21-25, 15-11 |
| 03-02           | Hien Kan Karatê - Vôlei Pró           | 0-3 | 19-25, 17-25, 18-25               |
| 03-02           | AMVP - Sada                           | 3-0 | 25-14, 25-21, 25-21               |
| 04-02           | Shiro Saigo - Sesi                    | 3-0 | 25-21, 25-17, 25-14               |
| 04-02           | Brasília - Neurologia Ativa           | 0-3 | 18-25, 16-25, 14-25               |

| Quinta giornata |                                  |     |                            |
|                 |                                  |     |                            |
| 08-02           | Araucária - Shiro Saigo          | 3-1 | 25-18, 20-25, 25-23, 25-22 |
| 17-02           | Sada - Floresta de Voleibol      | 3-1 | 19-25, 25-22, 25-23, 25-22 |
| 17-02           | Instituto CUCA - Hien Kan Karatê | 3-0 | 25-20, 27-25, 25-22        |
| 17-02           | Neurologia Ativa - Asepel        | 3-0 | 25-20, 25-20, 25-16        |
| 17-02           | Vôlei Pró - Brasília             | 3-1 | 25-23, 25-16, 17-25, 25-20 |
| 18-02           | Sesi - AMVP                      | 0-3 | 19-25, 22-25, 22-25        |

| Sesta giornata |                                    |     |                                   |
|                |                                    |     |                                   |
| 09-02          | Asepel - Sada                      | 3-1 | 25-27, 25-23, 25-22, 25-20        |
| 21-02          | AMVP - Instituto CUCA              | 2-3 | 23-25, 25-20, 25-19, 19-25, 11-15 |
| 22-02          | Shiro Saigo - Floresta de Voleibol | 3-0 | 25-20, 25-22, 28-26               |
| 22-02          | Hien Kan Karatê - Araucária        | 1-3 | 27-29, 14-25, 25-22, 18-25        |
| 22-02          | Vôlei Pró - Neurologia Ativa       | 3-1 | 25-21, 36-34, 16-25, 25-23        |
| 23-02          | Brasília - Sesi                    | 3-0 | 25-19, 25-12, 25-15               |

| Settima giornata |                                    |     |                                   |
|                  |                                    |     |                                   |
| 24-02            | Sada - Shiro Saigo                 | 0-3 | 18-25, 22-25, 21-25               |
| 24-02            | Neurologia Ativa - Hien Kan Karatê | 3-0 | 25-15, 25-18, 25-22               |
| 25-02            | Araucária - Brasília               | 3-0 | 25-23, 25-23, 25-23               |
| 25-02            | Floresta de Voleibol - AMVP        | 2-3 | 23-25, 25-21, 17-25, 25-16, 10-15 |
| 25-02            | Sesi - Asepel                      | 0-3 | 19-25, 18-25, 20-25               |
| 25-02            | Instituto CUCA - Vôlei Pró         | 3-1 | 25-23, 25-21, 23-25, 29-27        |

| Ottava giornata |                                 |     |                                   |
|                 |                                 |     |                                   |
| 02-03           | Brasília - Floresta de Voleibol | 1-3 | 24-26, 27-29, 25-15, 22-25        |
| 02-03           | Neurologia Ativa - Araucária    | 3-1 | 25-22, 22-25, 27-25, 25-20        |
| 02-03           | Hien Kan Karatê - Sada          | 3-2 | 25-22, 22-25, 25-22, 23-25, 15-9  |
| 02-03           | Asepel - AMVP                   | 2-3 | 30-32, 18-25, 30-28, 27-25, 11-15 |
| 02-03           | Vôlei Pró - Sesi                | 3-0 | 25-21, 25-22, 25-21               |
| 03-03           | Shiro Saigo - Instituto CUCA    | 0-3 | 21-25, 23-25, 23-25               |

| Nona giornata |                                   |     |                                   |
|               |                                   |     |                                   |
| 08-03         | Floresta de Voleibol - Asepel     | 1-3 | 20-25, 25-23, 23-25, 23-25        |
| 08-03         | Sesi - Hien Kan Karatê            | 3-1 | 16-25, 25-21, 25-22, 26-24        |
| 08-03         | Sada - Brasília                   | 1-3 | 20-25, 17-25, 25-22, 19-25        |
| 08-03         | AMVP - Shiro Saigo                | 3-2 | 23-25, 25-23, 25-17, 22-25, 15-10 |
| 08-03         | Araucária - Vôlei Pró             | 1-3 | 31-29, 27-29, 19-25, 21-25        |
| 09-03         | Instituto CUCA - Neurologia Ativa | 3-0 | 25-21, 27-25, 25-14               |

| Decima giornata |                                  |     |                            |
|                 |                                  |     |                            |
| 12-03           | Brasília - Shiro Saigo           | 3-1 | 25-23, 23-25, 26-24, 25-23 |
| 12-03           | Hien Kan Karatê - AMVP           | 3-0 | 25-17, 33-31, 25-21        |
| 13-03           | Neurologia Ativa - Sada          | 3-1 | 25-22, 19-25, 25-20, 25-21 |
| 13-03           | Asepel - Instituto CUCA          | 3-1 | 25-19, 22-25, 25-16, 25-23 |
| 13-03           | Vôlei Pró - Floresta de Voleibol | 3-0 | 25-22, 25-21, 25-20        |
| 13-03           | Araucária - Sesi                 | 3-1 | 25-18, 21-25, 26-24, 25-20 |

| Undicesima giornata |                                        |     |                            |
|                     |                                        |     |                            |
| 17-03               | Floresta de Voleibol - Hien Kan Karatê | 3-0 | 25-20, 25-23, 25-20        |
| 17-03               | Sesi - Neurologia Ativa                | 0-3 | 20-25, 18-25, 18-25        |
| 17-03               | AMVP - Brasília                        | 1-3 | 12-25, 18-25, 25-21, 19-25 |
| 17-03               | Instituto CUCA - Araucária             | 3-0 | 25-19, 25-21, 25-19        |
| 17-03               | Shiro Saigo - Asepel                   | 1-3 | 18-25, 28-26, 20-25, 21-25 |
| 17-03               | Sada - Vôlei Pró                       | 1-3 | 27-29, 15-25, 27-25, 22-25 |

#### Classifica
| Pos. | Squadra              | Pt | G  | V  | P  | SV | SP | Ratio | PF | PS | Ratio |
| ---- | -------------------- | -- | -- | -- | -- | -- | -- | ----- | -- | -- | ----- |
| 1.   | Vôlei Pró            | 30 | 11 | 10 | 1  | 31 | 8  | 3,875 | -  | -  | -     |
| 2.   | Neurologia Ativa     | 27 | 11 | 9  | 2  | 28 | 8  | 3,500 | -  | -  | -     |
| 3.   | Instituto CUCA       | 26 | 11 | 9  | 2  | 29 | 10 | 2,900 | -  | -  | -     |
| 4.   | Brasília             | 21 | 11 | 7  | 4  | 23 | 16 | 1,437 | -  | -  | -     |
| 5.   | Asepel               | 21 | 11 | 7  | 4  | 23 | 18 | 1,277 | -  | -  | -     |
| 6.   | AMVP                 | 16 | 11 | 6  | 5  | 22 | 22 | 1,000 | -  | -  | -     |
| 7.   | Araucária            | 16 | 11 | 5  | 6  | 22 | 23 | 0,956 | -  | -  | -     |
| 8.   | Shiro Saigo          | 13 | 11 | 4  | 7  | 17 | 22 | 0,772 | -  | -  | -     |
| 9.   | Floresta de Voleibol | 12 | 11 | 4  | 7  | 17 | 25 | 0,680 | -  | -  | -     |
| 10.  | Sada                 | 6  | 11 | 1  | 10 | 13 | 31 | 0,419 | -  | -  | -     |
| 11.  | Hien Kan Karatê      | 5  | 11 | 2  | 9  | 9  | 29 | 0,310 | -  | -  | -     |
| 12.  | Sesi                 | 5  | 11 | 2  | 9  | 8  | 30 | 0,266 | -  | -  | -     |

      Qualificata alle semifinali dei play-off promozione.
      Qualificata ai quarti di finale dei play-off promozione.
      Retrocessa in Superliga Série C.

### Play-off promozione

#### Tabellone
|  | Quarti di finale | Quarti di finale | Quarti di finale | Quarti di finale | Quarti di finale |  |  | Semifinali | Semifinali       | Semifinali | Semifinali       | Semifinali |  |  | Finale          | Finale          | Finale          |  |
|  |                  |                  |                  |                  |                  |  |  |            |                  |            |                  |            |  |  |                 |                 |                 |  |
|  |                  |                  |                  |                  |                  |  |  | 1          | Vôlei Pró        | 3          | 3                |            |  |  |                 |                 |                 |  |
|  | 4                | Brasília         | 3                | 1                | 3                |  |  | 4          | Brasília         | 0          | 1                |            |  |  |                 |                 |                 |  |
|  | 5                | Asepel           | 1                | 3                | 0                |  |  |            |                  |            |                  |            |  |  | 1               | Vôlei Pró       | 3               |  |
|  |                  |                  |                  |                  |                  |  |  |            |                  | 2          | Neurologia Ativa | 1          |  |  |                 |                 |                 |  |
|  |                  |                  |                  |                  |                  |  |  | 2          | Neurologia Ativa | 3          | 3                |            |  |  |                 |                 |                 |  |
|  | 3                | Instituto CUCA   | 2                | 3                | 3                |  |  | 3          | Instituto CUCA   | 0          | 1                |            |  |  |                 |                 |                 |  |
|  | 6                | AMVP             | 3                | 0                | 1                |  |  |            |                  |            |                  |            |  |  | Finale 3º posto | Finale 3º posto | Finale 3º posto |  |
|  |                  |                  |                  |                  |                  |  |  |            |                  |            |                  |            |  |  |                 |                 |                 |  |
|  |                  |                  |                  |                  |                  |  |  |            |                  |            |                  |            |  |  | 3               | Instituto CUCA  | 3               |  |
|  |                  |                  |                  |                  |                  |  |  |            |                  |            |                  |            |  |  | 4               | Brasília        | 2               |  |

#### Quarti di finale
| Gara 1 |                       |     |                                  |
|        |                       |     |                                  |
| 24-03  | Asepel - Brasília     | 1-3 | 29-31, 22-25, 25-19, 22-25       |
| 24-03  | AMVP - Instituto CUCA | 3-2 | 29-27, 24-26, 25-20, 20-25, 15-8 |

| Gara 2 |                       |     |                            |
|        |                       |     |                            |
| 30-03  | Brasília - Asepel     | 1-3 | 25-23, 15-25, 15-25, 22-25 |
| 29-03  | Instituto CUCA - AMVP | 3-0 | 25-23, 25-20, 25-18        |

| \| Gara 3 \| \| \| \| \| \| \| \| \| \| 31-03 \| Brasília - Asepel \| 3-0 \| 25-23, 25-23, 25-15 \| \| 31-03 \| Instituto CUCA - AMVP \| 3-1 \| 25-22, 25-21, 28-30, 25-22 \| |                       |     |                            |
| Gara 3 |                       |     |                            |
| |                       |     |                            |
| 31-03 | Brasília - Asepel     | 3-0 | 25-23, 25-23, 25-15        |
| 31-03 | Instituto CUCA - AMVP | 3-1 | 25-22, 25-21, 28-30, 25-22 |

#### Semifinali
| Gara 1 |                                   |     |                     |
|        |                                   |     |                     |
| 11-04  | Brasília - Vôlei Pró              | 0-3 | 25-27, 21-25, 18-25 |
| 12-04  | Instituto CUCA - Neurologia Ativa | 0-3 | 25-27, 23-25, 19-25 |

| Gara 2 |                                   |     |                            |
|        |                                   |     |                            |
| 17-04  | Vôlei Pró - Brasília              | 3-1 | 23-25, 25-14, 25-19, 25-20 |
| 18-04  | Neurologia Ativa - Instituto CUCA | 3-1 | 25-20, 26-28, 25-22, 25-16 |

#### Finale 3º posto
| Gara unica |                           |     |                                   |
|            |                           |     |                                   |
| 25-04      | Instituto CUCA - Brasília | 2-3 | 23-25, 25-23, 25-20, 22-25, 11-15 |

#### Finale
| Gara unica |                              |     |                            |
|            |                              |     |                            |
| 25-04      | Vôlei Pró - Neurologia Ativa | 3-1 | 25-18, 20-25, 26-24, 25-20 |

## Classifica finale
| Pos | Squadra              | Qualificazione            |
| --- | -------------------- | ------------------------- |
| 1   | Vôlei Pró            | Superliga Série A 2024-25 |
| 2   | Neurologia Ativa     | Superliga Série A 2024-25 |
| 3   | Instituto CUCA       |                           |
| 4   | Brasília             |                           |
| 5   | Asepel               |                           |
| 6   | AMVP                 |                           |
| 7   | Araucária            |                           |
| 8   | Shiro Saigo          |                           |
| 9   | Floresta de Voleibol |                           |
| 10  | Sada                 |                           |
| 11  | Hien Kan Karatê      | Superliga Série C 2024    |
| 12  | Sesi                 | Superliga Série C 2024    |